# George Karsten

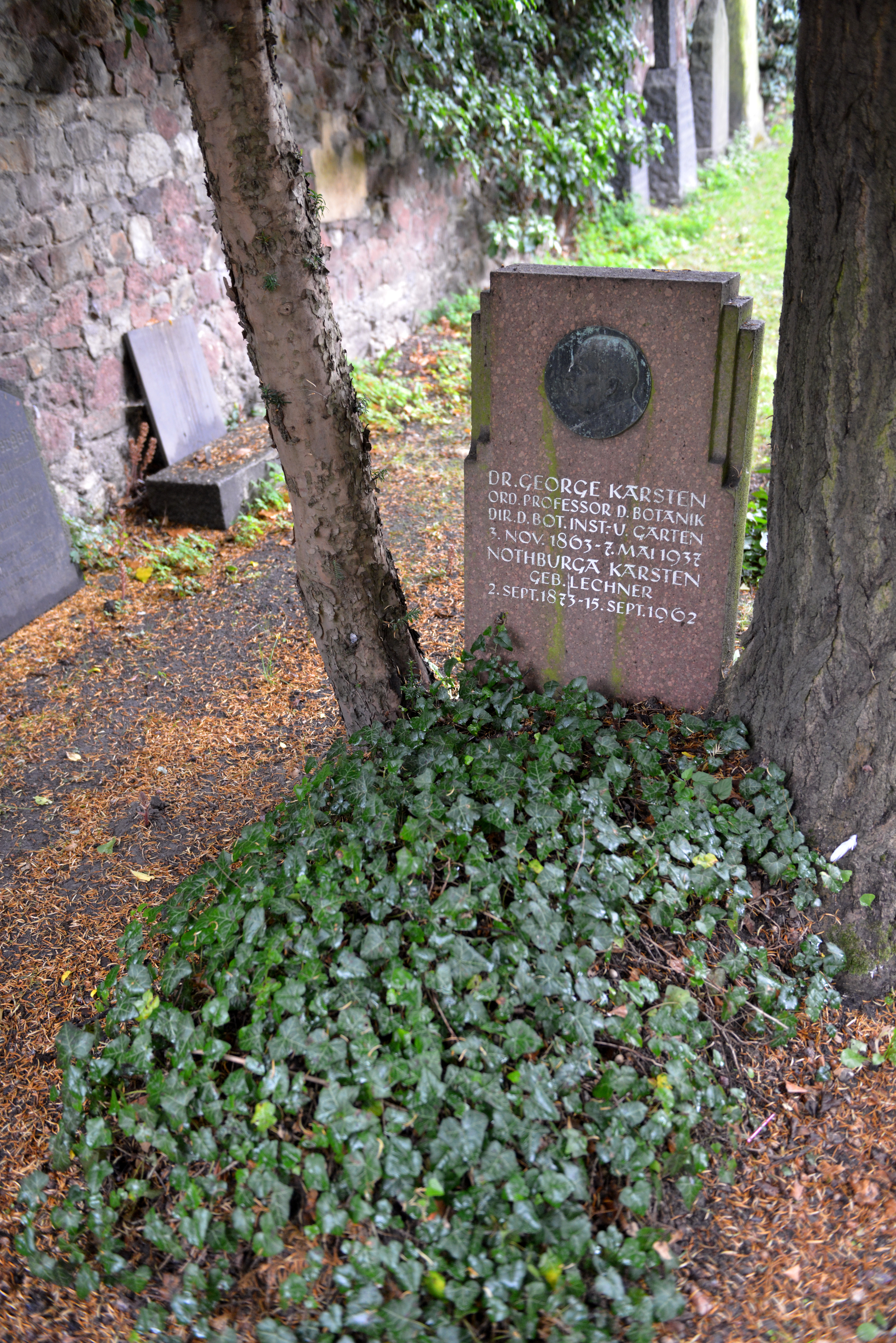
Grab von George Karsten auf dem Laurentius-Friedhof in Halle (Saale)

George Henry Hermann Karsten, auch Georg Heinrich Hermann Karsten (* 3. November 1863 in Rostock; † 7. Mai 1937 in Halle (Saale)) war ein deutscher Botaniker.
Sein botanisches Autorenkürzel lautet „G.Karst.“ und kommt vor allem bei Algen vor, dort zumeist in der Form „G. Karsten“.

## Werdegang
George Karsten (Nr. 7-1-5-B der mit seinem Ururgroßvater Johann Christopher Karsten (1704–1779) beginnenden Geschlechtszählung), einziger Sohn und zweites von fünf Kindern des promovierten Juristen und vormaligen kommissarischen Bürgermeisters von Sülze, Karl Karsten (1829–1884) und dessen Frau Helenita, geb. Blohm (1841–1925), begann ein Studium der Naturwissenschaften zunächst an den Universitäten Straßburg und Zürich, ab Oktober 1884 dann in seiner Heimatstadt Rostock. Seine Promotion zum Dr. phil. erfolgte 1885 an der Universität Straßburg, seine Habilitation 1892 an der Universität Leipzig, wo er bis 1895 auch Lehrveranstaltungen abhielt. Danach bekleidete er außerordentliche Professuren an der Universität Kiel (1898) und an der Universität Bonn (ab 1899). 1909 erhielt er einen Ruf an die Universität Halle, wo er eine ordentliche Professur für Botanik innehatte. Gleichzeitig wurde er Direktor des Botanischen Gartens. Seine Lehrtätigkeit setzte er bis zur Berufung Wilhelm Trolls 1932 fort. Am 5. August 1911 wurde er in die Deutsche Akademie der Naturforscher Leopoldina aufgenommen.

## Werke
- Lehrbuch der Pharmakognosie des Pflanzenreiches für Hochschulen und zum Selbstunterricht mit Rücksicht auf das neue deutsche Arzneibuch. Mit 528 Abbildungen im Text. Verlag von Gustav Fischer, Jena 1903 (Digitalisat der Universitäts- und Landesbibliothek Düsseldorf). – Mehrfach in Neubearbeitungen neu aufgelegt, zuletzt 9. Auflage 1962.
- mit Moritz Nussbaum, Max Weber: Lehrbuch der Biologie für Hochschulen. Wilhelm Engelmann, Leipzig 1911 (Digitalisat).